# Festuca dasyantha
Festuca dasyantha är en gräsart som beskrevs av Carl Sigismund Kunth. Festuca dasyantha ingår i släktet svinglar, och familjen gräs.
Artens utbredningsområde är Ecuador. Inga underarter finns listade i Catalogue of Life.